# Serie A 2003-04
La Serie A 2003-04 (coneguda com la Sèrie A TIM per motius de patrocini) va ser la temporada 102 la Lliga italiana de futbol i la 72a temporada d'ençà que es disputa en sistema de lliga. Va tenir 18 equips per a la 16a i última vegada des de la temporada 1988–89. Amb el descens dels tres darrers, el 15è classificat s'enfrontaria al sisè millor equip de la Sèrie B, amb el guanyador jugant a la Sèrie A la temporada 2004-05 posterior.

## Normativa
Com és habitual, els dos primers equips passarien directament a la fase de grups de la Lliga de Campions de la UEFA, mentre que el tercer i el quart lloc haurien de començar a la tercera fase de classificació. Les places de la Copa de la UEFA serien adjudicades al cinquè i sisè lloc, i als guanyadors de la Copa Itàlia.
L'AC Milan va guanyar el seu 17è scudetto; la Roma va impressionar i va estar pressionant pel títol fins a les últimes setmanes de la temporada; l'Inter va arribar a la Lliga de Campions per davant del Parma i la Lazio l'última jornada gràcies a Adriano, que havia estat fitxat des de la Parma a principis de temporada; La Lazio va guanyar la Copa Itàlia contra la Juventus, cedint a l'Udinese el lloc de la Copa de la UEFA; l'Ancona va baixar de categoria amb només dues victòries, la xifra més baixa de la història (els 12 punts del Brescia Calcio a la Sèrie A 1994–95 segueixen sent el més baix de la història); també van baixar l'Empoli i el Mòdena; el Perusa va perdre el seu play-off especial, imposat per ampliar la lliga, davant la Fiorentina, que va tornar a la Sèrie A després de dos anys d'absència.
El davanter ucraïnès Andriy Shevchenko de l'AC Milan va ser el màxim golejador, amb 24 gols. La lliga 2003-04 va ser l'última temporada professional de la carrera de l'exfutbolista europeu de l'any i internacional italià Roberto Baggio, que va acabar entre els deu millors golejadors del torneig amb 12 gols, i entre els cinc millors golejadors de tots els temps de la Sèrie A., amb 205 objectius de carrera. També va ser l'última temporada de la Sèrie A per a l'antic company de Baggio, Giuseppe Signori, que després va passar a la Superlliga de Grècia. Signori va acabar la seva carrera a Itàlia com el setè màxim golejador de la Sèrie A.

### Canvis de regles
A diferència de la primera divisió, que va imposar una quota sobre el nombre de jugadors de fora de la UE a cada club, els clubs de la Sèrie A podrien fitxar tants jugadors de fora de la UE com estiguin disponibles en la transferència nacional. Però per a la temporada 2003-04 es va imposar una quota a cadascun dels clubs que limitava el nombre de jugadors no membres de la UE, no membres de l'EFTA i no suïssos que poden ser fitxats des de l'estranger cada temporada, després de mesures provisionals Introduïdes a la temporada 2002-03, que va permetre als clubs de la Sèrie A i B fitxar només un jugador de fora de la UE durant el període de transferència de l'estiu de 2002.

## Classificació
- Font: www.resultados-futbol.com/serie_a2004'